# 불새의 춤
"불새의 춤"은 1991년에 개봉한 대한민국의 영화이다.

## 캐스팅
- 한윤경 : 윤경화 역
- 김국현 : 장현 역
- 곽정희 : 남문숙 역
- 한명구 : 마이클 정 역
- 금미소 : 남문희 역
- 신충식
- 신명숙
- 이정화
- 박만규
- 김우석
- 나갑성
- 조학자
- 정영국
- 박혜영
- 한동호